# Thiron-Gardais
Thiron-Gardais is een gemeente in het Franse departement Eure-et-Loir (regio Centre-Val de Loire). De plaats maakt deel uit van het arrondissement Nogent-le-Rotrou. Thiron-Gardais telde op 1 januari 2022 972 inwoners.

## Geografie
De oppervlakte van Thiron-Gardais bedroeg op 1 januari 2022 13,46 vierkante kilometer; de bevolkingsdichtheid was toen 72,2 inwoners per km².

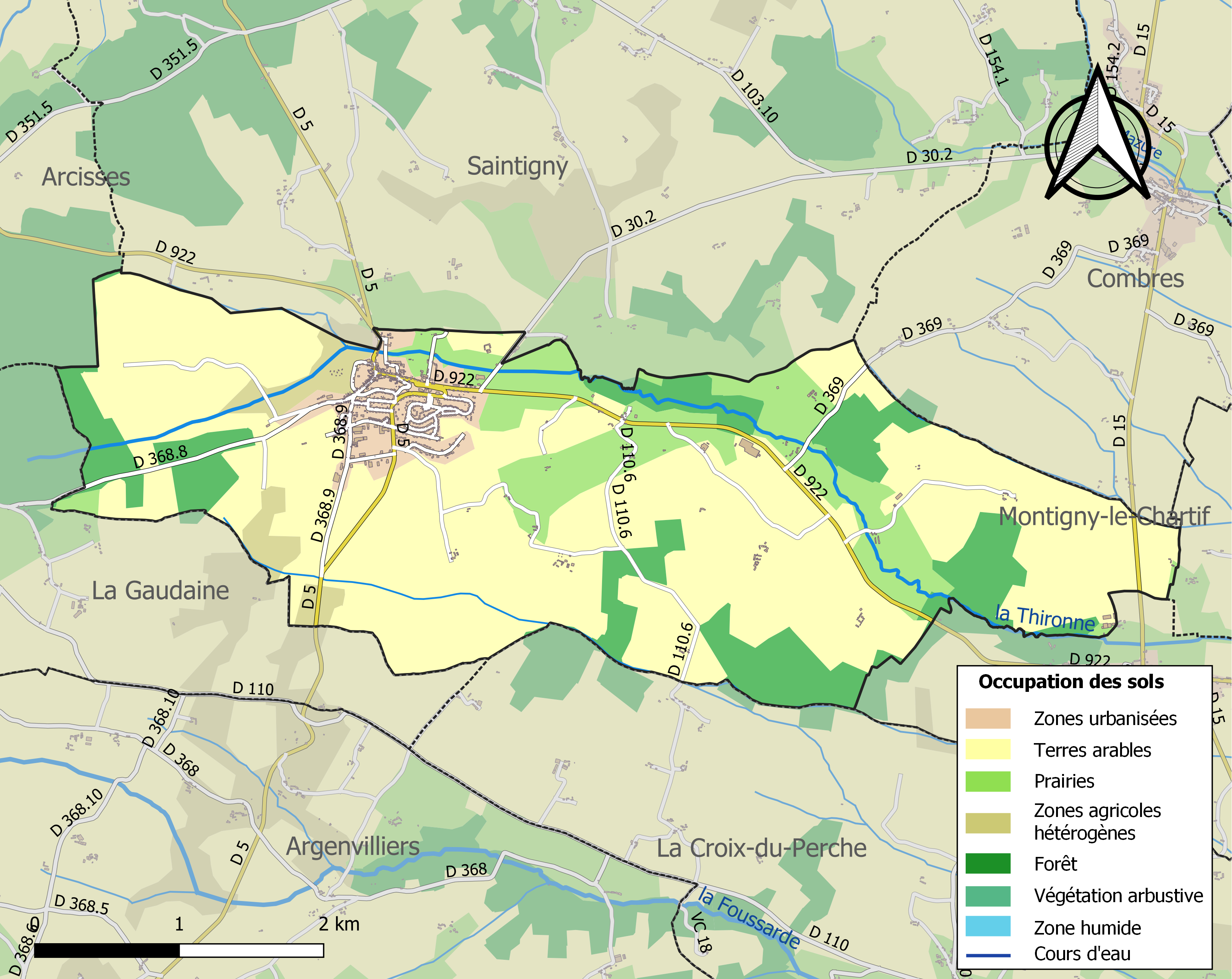
Kaart van de gemeente met belangrijkste infrastructuur, bodemgebruik en omliggende gemeenten

## Demografie
Onderstaande figuur toont het verloop van het inwonertal (bron: INSEE-tellingen).